# Dunedin
|  | Aquest article tracta sobre la ciutat neozelandesa. Vegeu-ne altres significats a «Dunedin (desambiguació)». |

Dunedin (en maori: Ōtepoti) és la segona ciutat més gran de l'illa del Sud de Nova Zelanda, i la ciutat principal de la regió d'Otago. La ciutat té una població de 126.000 habitants, té la setena zona urbana més gran de Nova Zelanda, i és la segona ciutat més gran per superfície territorial.
L'àrea urbana de Dunedin es localitza a la part centre-oriental d'Otago, envoltat per la badia d'Otago. El port i els turons al voltant de Dunedin són les restes d'un volcà extingit. Els barris de la ciutat s'estenen cap a les valls i els turons propers, cap a l'istme de la península d'Otago, i per les costes de la badia d'Otago i l'oceà Pacífic.
La indústria més important de la ciutat és l'educació terciària — Dunedin és on es localitza la Universitat d'Otago, la primera universitat de Nova Zelanda (1869), i la Politècnica d'Otago. La Universitat alberga el 21% de la població de la ciutat.

## Història

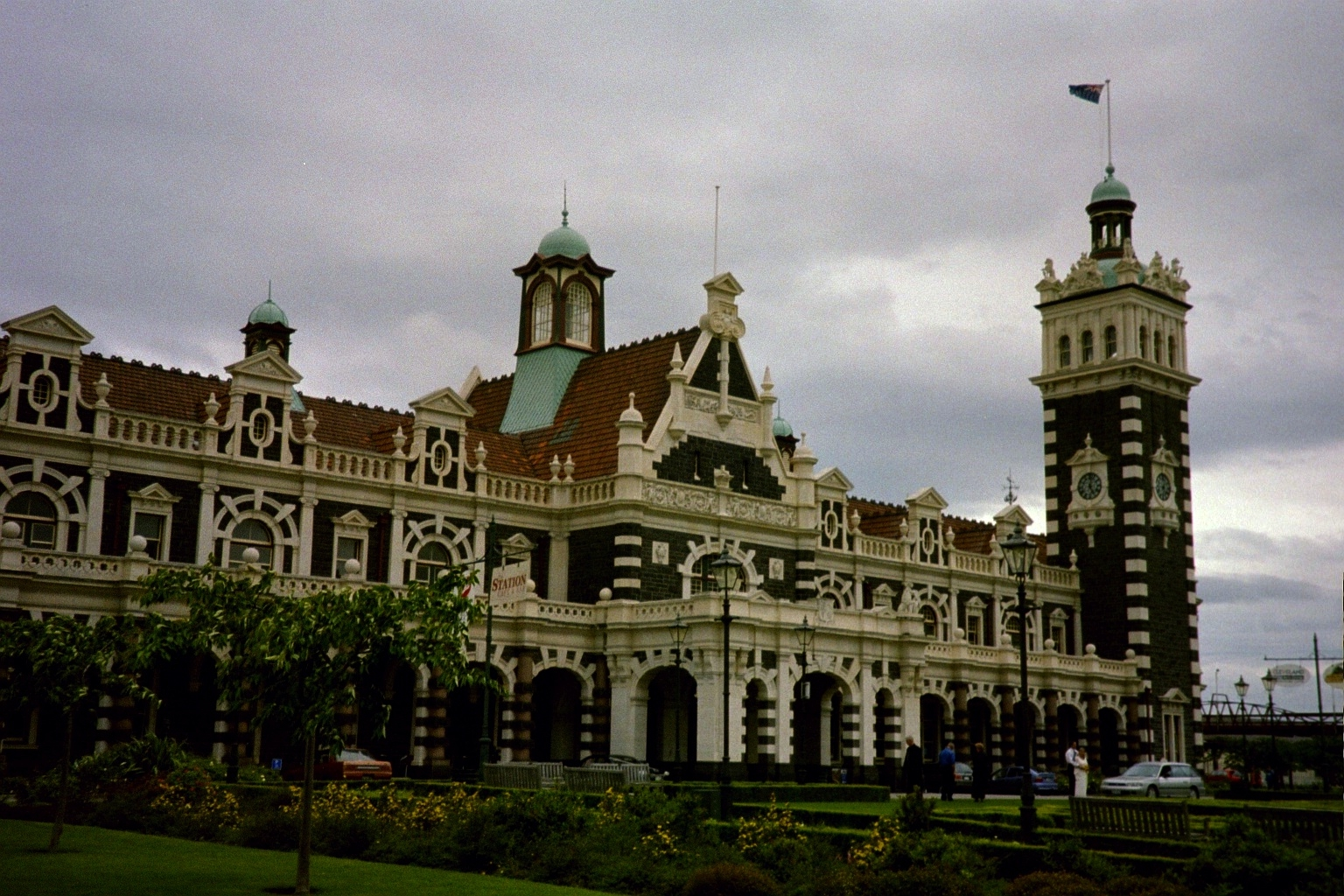
Vista de l'estació de trens

La ciutat es va fundar el 1848, i després de 1861 va créixer ràpidament pel descobriment d'or. Les indústries principals de Dunedin, antany nucli ferroviari, són l'enginyeria, l'enginyeria del programari, la biotecnologia i la moda. Als voltants de la ciutat es cria bestiar oví i boví.

## Educació
A Dunedin hi ha la Universitat d'Otago, que té facultats d'art i música, dret, medicina i teologia, i té la Politècnica d'Otago.

## Demografia
Comparat amb la resta de Nova Zelanda, la demografia de Dunedin reflecteix factors del sector d'educació neozelandès, causat majoritàriament per la gran població estudiantil. Aquestes característiques inclouen: una població de dones més gran que d'homes; una edat menor a la mediana nacional; una gran proporció de menors de 25 anys; una proporció més gran d'europeus i asiàtics i una proporció més petita de maoris i oceànics; més atur; sou més baix i una proporció més gran d'aquells amb qualificacions escolars i universitàries.
Segons el cens del 2006, Dunedin té una població residencial de 117.683, un augment de 4.341 (o 3,8%) des del cens del 2001. Hi havia 45.072 llars habitades, 3.615 llars no habitades i 240 llars en construcció.
De la població residencial, 56.931 (48,0%) eren homes, comparat amb el 48,8% nacional, i 61.752 (52,0%) eren dones, comparat amb el 51,2% nacional. La ciutat tenia una edat mediana de 35,0 anys, 0,9 anys sota la mediana nacional de 35,9 anys. Persones majors de 64 anys formaven el 13,4% de la població, comparat amb el 12,3% nacional, i persones menors de 15 anys formaven el 16,8% de la població, comparat amb el 21,5% nacional. Degut al gran sector d'educació, persones entre 15 i 24 anys formaven el 21,6% de la població de la ciutat.
Les ètnies que formaven Dunedin (amb figures nacional en parèntesis): un 78,7% europeu (67,6%), 6,4% maori (14,7%), 5,3% asiàtic (9,2%), 2,2% oceànics (6,9%), 0,7% llatinoamericans/africans/àrabs (0,9%), 13,6% denominats 'neozelandesos' (11,1%) i 0,04% d'altres (0,04%).
Dunedin tenia un 6,1% de persones en l'atur majors de 14 anys, comparat amb un 5,1% nacionalment. El sou de mediana anual de majors de 14 anys era de 19.400$, comparat amb 24.400$ nacionalment. D'aquests, un 51,2% eren pagats menys de 20.000$, comparat amb 43,2% nacionalment, mentre que un 13,4% eren pagats més de 50.000$, comparat amb un 18,0% nacionalment.

## Clima
El clima de Dunedin és temperat, però la ciutat és coneguda per tenir un gran nombre de microclimes i les temperatures sovint varien entre diferents barris degut a la topografia de Dunedin. És modificada també per la proximitat a l'oceà. Això resulta en estius temperats i hiverns relativament suaus.
| Paràmetres climàtics mitjans de Dunedin                    | Paràmetres climàtics mitjans de Dunedin | Paràmetres climàtics mitjans de Dunedin | Paràmetres climàtics mitjans de Dunedin | Paràmetres climàtics mitjans de Dunedin | Paràmetres climàtics mitjans de Dunedin | Paràmetres climàtics mitjans de Dunedin | Paràmetres climàtics mitjans de Dunedin | Paràmetres climàtics mitjans de Dunedin | Paràmetres climàtics mitjans de Dunedin | Paràmetres climàtics mitjans de Dunedin | Paràmetres climàtics mitjans de Dunedin | Paràmetres climàtics mitjans de Dunedin | Paràmetres climàtics mitjans de Dunedin |
| Mes                                                        | Gen.                                    | Feb.                                    | Mar.                                    | Abr.                                    | Mai.                                    | Jun.                                    | Jul.                                    | Ago.                                    | Set.                                    | Oct.                                    | Nov.                                    | Des.                                    | Anual                                   |
| ---------------------------------------------------------- | --------------------------------------- | --------------------------------------- | --------------------------------------- | --------------------------------------- | --------------------------------------- | --------------------------------------- | --------------------------------------- | --------------------------------------- | --------------------------------------- | --------------------------------------- | --------------------------------------- | --------------------------------------- | --------------------------------------- |
| Temperatura diària màxima °C (°F)                          | 18,9 (66)                               | 18,7 (65,7)                             | 17,2 (63)                               | 15,5 (59,9)                             | 12,6 (54,7)                             | 10,2 (50,4)                             | 9,8 (49,6)                              | 11,0 (51,8)                             | 12,8 (55)                               | 14,6 (58,3)                             | 16,1 (61)                               | 17,4 (63,3)                             | 14,6 (58,3)                             |
| Temperatura diària mínima °C (°F)                          | 11,5 (52,7)                             | 11,4 (52,5)                             | 10,2 (50,4)                             | 8,3 (46,9)                              | 5,7 (42,3)                              | 3,8 (38,8)                              | 3,2 (37,8)                              | 4,1 (39,4)                              | 5,7 (42,3)                              | 7,2 (45)                                | 8,6 (47,5)                              | 10,4 (50,7)                             | 7,5 (45,5)                              |
| Precipitació total mm (polzades)                           | 72 (2,8)                                | 63 (2,5)                                | 70 (2,8)                                | 60 (2,4)                                | 72 (2,8)                                | 74 (2,9)                                | 69 (2,7)                                | 65 (2,6)                                | 53 (2,1)                                | 71 (2,8)                                | 63 (2,5)                                | 82 (3,2)                                | 812 (32)                                |
| Font: National Institute of Water and Atmospheric Research |                                         |                                         |                                         |                                         |                                         |                                         |                                         |                                         |                                         |                                         |                                         |                                         |                                         |

## Política

### Local

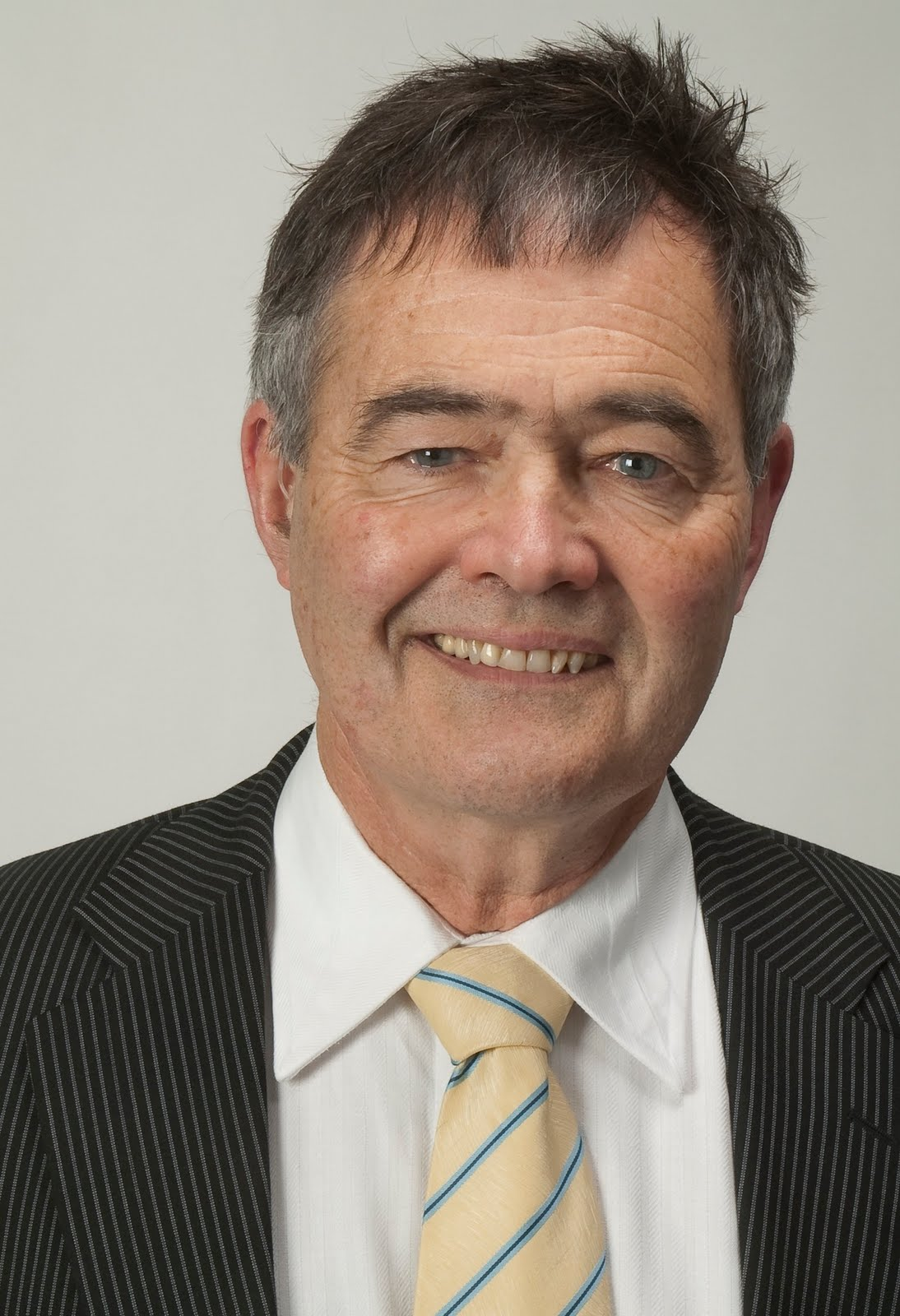
Dave Cull, l'actual alcalde de Dunedin

El Dunedin City Council (consell municipal de Dunedin; DCC) governa la ciutat de Dunedin i el territori que aquest encompassa. El consell és compost per un alcalde, un conseller en cap i tretze consellers addicionals. Són votats en el sistema electoral de vot únic transferible en eleccions cada tres anys, amb les eleccions més recents essent el 9 d'octubre de 2010 i les següents el 12 d'octubre de 2013.
Després de les eleccions locals del 2010, els consellers actuals són els següents:
| Alcalde                                            | Dave Cull |
| Consellers – Districte Central                     | Bill Acklin John Bezett Fliss Butcher Neil Collins Paul Hudson Jinty MacTavish Chris Staynes Teresa Stevenson Richard Thompson Lee Vandervis Colin Weatherall |
| Consellers – Districte de Mosgiel-Taieri           | Syd Brown Kate Wilson |
| Conseller – Districte de Waikouaiti Coast-Chalmers | Andrew Noone |

### Nacional
En la Cambra de Representants de Nova Zelanda, la ciutat de Dunedin forma part de dues circumscripcions electorals generals: Dunedin North i Dunedin South; i una circumscripció electoral maori: Te Tai Tonga.
La ciutat en general es considera una ciutat liberal i que sovint vota pel Partit Laborista, havent guanyat en les dues circumscripcions consistentment des de les eleccions de 1978. En les eleccions de 2011 les dues circumscripcions foren guanyades de nou pel Partit Laborista, amb David Clark representant a Dunedin North i Clare Curran a Dunedin South. La circumscripció maori Te Tai Tonga, que cobreix l'illa del Sud sencera i parts de Wellington a l'illa del Nord, també va ser guanyada pel Partit Laborista i actualment aquesta circumscripció és representada per Rino Tirikatene.
En addició als parlamentaris que guanyaren en les seves circumscripcions, perquè Nova Zelanda utilitza el sistema electoral de representació proporcional mixta, Dunedin és d'on provenen dos parlamentaris més: Metiria Turei del Partit Verd i Michael Woodhouse del Partit Nacional.

## Esports

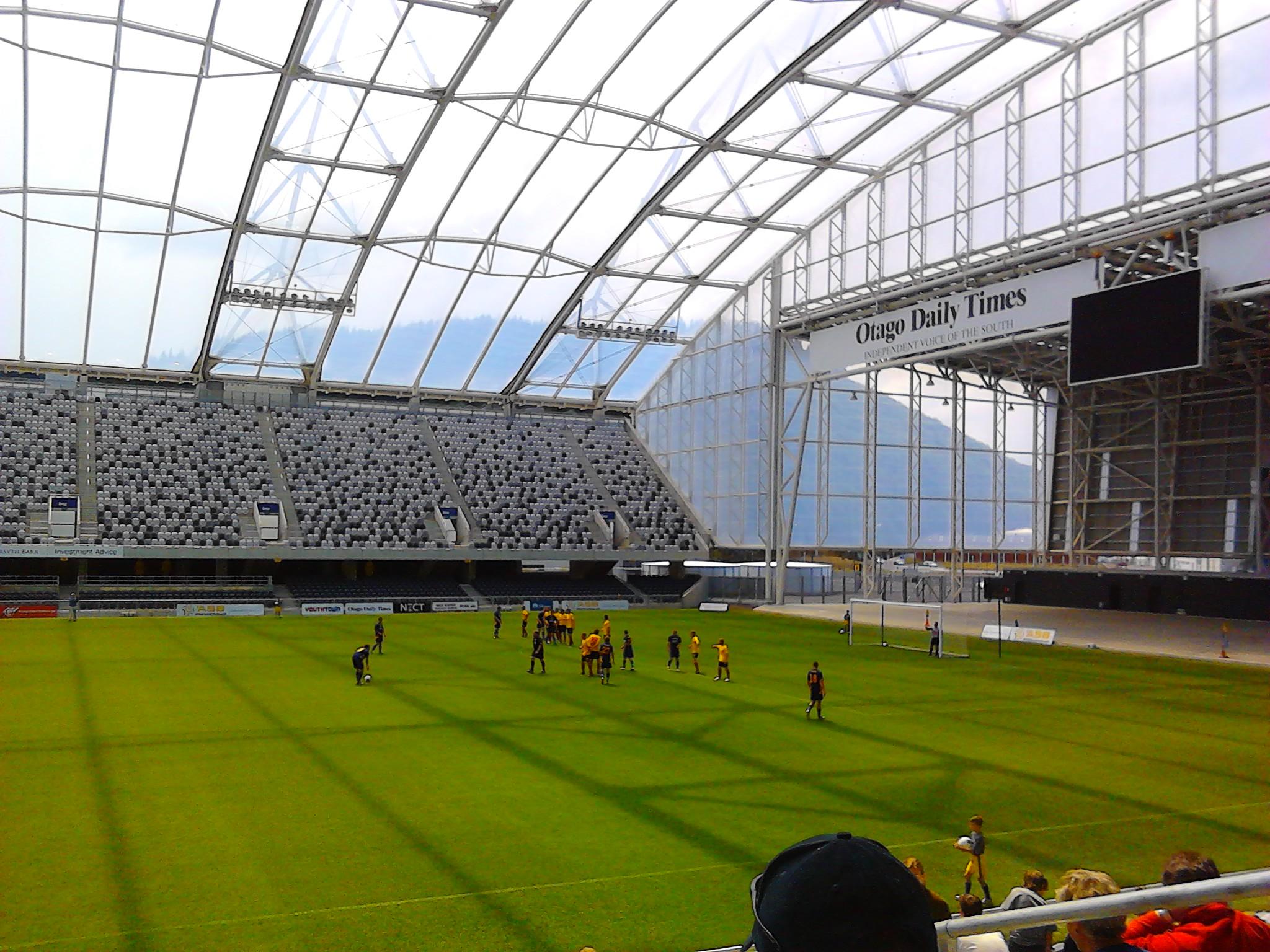
L'Otago United jugant contra el Waikato FC al Forsyth Barr Stadium de Dunedin el 2012

### Equips principals
- Highlanders — equip de rugbi a 15 que participa en el Super Rugby
- Otago Rugby Football Union — equip de rugbi a 15 que participa en l'ITM Cup
- Otago Volts — equip masculí de criquet
- Otago Sparks — equip femení de criquet
- Southern Steel — equip de netball
- Otago United — equip de futbol que participa en el Campionat de Futbol de Nova Zelanda
- Otago Nuggets — equip de bàsquet de la Lliga Nacional de Bàsquet
- Dunedin Thunder — equip d'hoquei sobre gel

### Estadis principals
- Caledonian Ground
- Carisbrook
- Dunedin Ice Stadium
- The Edgar Centre
- Forbury Park Raceway
- Forsyth Barr Stadium
- Logan Park
- Moana Pool
- Tahuna Park
- University Oval